# José Abad (fraile)
Fray José Abad, también nombrado como Fray Joseph Abad nació en Carenas, provincia de Zaragoza (Aragón); hijo de Antonio Abad y de María Romero, siendo bautizado, en esta población el 22 de diciembre de 1616, según partida de bautismo del Archivo Diocesano de Tarazona, por el vicario licenciado Joseph Cortes.
Vistió el hábito de la Orden de la Merced en Calatayud el día 29 de octubre de 1631 y profesó los votos religiosos en Zaragoza.
Fue maestro en su provincia, y doctor teólogo de la Universidad de Huesca.
Fue maestro de número, doctor teólogo y catedrático de la Universidad de Huesca, rector del Colegio de Zaragoza, definidor general, vicario provincial, examinador sinodal de varias diócesis y orador evangélico de primer orden. En la poesía tenía gusto e ingenio, y en la observancia de las reglas monásticas, era ejemplar. 
En el año 1658 fundó la Escuela de Cristo en Huesca, siendo muy respetado por ser hombre de gran virtud, ciencia y gobierno.

## Obras
- 1648-Panegírico fúnebre en la muerte del Ilustrísimo y Reverendísimo Sr. Obispo D. Fr. Marcos Salmerón, General que fue de su Religión.
- 1650-Sermón de la Purificación de la Virgen Nuestra Señora en la fiesta que hizo el M. I. Sr. D. Luis Abarca de Bolea, Marqués de Torres, Conde de las Almunias, Caballero del Hábito de Santiago, a las bodas reales de los Reyes Felipe IV de España, llamado el Grande y doña Mariana de Austria.
- 1666-Sermón panegírico de San Lorenzo, en el segundo día de la octava que celebran anualmente, sus devotos, en la ciudad de Huesca, fiesta que hizo la Sra. Dª. Beatriz de Altarriba, de Aragón, de Urries y Alagón, Señora de muchos vasallos en Aragón, a quien lo dedica D. Antonio Costa, Señor de Corbinos, y de Bellestar.
- Otras Oraciones Sagradas, que el Dr. D. Manuel de Salinas, Prepósito de Huesca, acuerda en la censura de este tercero sermón.
- Poesías varias, como dice el cronista Juan Francisco Andrés de Uztarroz, en la revista Aganipe, pág. 95.

Fue considerado el hombre más erudito de Aragón, en su época, junto a su amigo íntimo Baltasar Gracián.
Murió en Huesca el 29 de febrero de 1667.